# Jan Doucha
Jan Doucha (20. října 1914 Vídeň – 7. listopadu 1942 Lamanšský průliv u jižní Anglie) byl český stíhací pilot Royal Air Force v období druhé světové války.

## Život

### Před druhou světovou válkou
Jan Doucha se narodil 20. října 1914 ve Vídni. Jeho rodina žila po první světové válce v Jihlavě. Vyučil se elektrikářem, v roce 1932 nastoupil na armádní Školu pro letecký dorost v Prostějově. Po její zdárném dokončení v roce 1934 nastoupil prezenční vojenskou službu, po jejím odsloužení v roce 1936 sloužil jako pilot a instruktor ponejvíce u Leteckého pluku 2 v Olomouci.

### Druhá světová válka
Po německé okupaci opustil Jan Doucha v červnu 1939 ilegálně Protektorát Čechy a Morava a přes Polsko se dostal do Francie, kde vstoupil do cizinecké legie. Po vypuknutí druhé světové války byl ze svazku propuštěn, dne 2. října 1939 v Paříži prezentován u Československé armády v zahraničí, zařazen do francouzského armádního letectva a přeškolen na stroje Morane-Saulnier MS.406. Poté sloužil u stíhací skupiny II/2. Během bitvy o Francii si na své konto zapsal podíl na zničení jednoho německého letounu Dornier Do 17. Po pádu Francie v červnu 1940 se přes Oran, Casablancu a Gibraltar evakuoval do Spojeného království. Zde byl přijat do Royal Air Force a zaškolen na tamní leteckou techniku. Poté působil i jako instrutor. Dne 23. dubna 1941 byl zařazen k 501. peruti, kde sloužil do 28. května téhož roku a absolvoval několik operačních misí. Další operační službu zahájil 23. června 1942 u 310. československé stíhací peruti. Dne 19. srpna téhož roku se zúčastnil vzdušného krytí nájezdu na Dieppe. Dne 7. listopadu 1942 se zúčastnil doprovodu amerických bombardérů na Brest. Během návratu došlo asi 30 kilometrů od anglického pobřeží k překvapivému a připravenému ataku německými letouny Focke-Wulf Fw 190. Douchův Supermarine Spitfire Mk.Vc AR502 NN-D se stal po zásahu letuneschopným. Jan Doucha jej opustil a živý dopadl do vln Lamanšskéh průlivu. I díky havárii pátracího letounu se jej ale nepodařilo zachránit. Jeho tělo bylo vyplaveno 21. prosince v jižním Walesu. Pohřben byl na hřbitově u kostela Panny Marie v Angle. Dosáhl hodnosti podporučíka.

## Ocenění

### Vyznamenání
- Československá medaile Za chrabrost před nepřítelem
- Československý válečný kříž 1939

### Posmrtná ocenění
- Jan Doucha byl v roce 1991 in memoriam povýšen do hodnosti plukovníka
- Janu Douchovi byla v Sokolovské ulici čp. 63 v Jihlavě, kde rodina Douchových žila, odhalena pamětní deska